# František Meissner
František Meissner (28. září 1923 Třešť – 1990 Spojené státy americké) byl českožidovský válečný emigrant a mechanik 311. československé bombardovací perutě.

## Život

### Před druhou světovou válkou
František Meissner se narodil 28. září 1923 v Třešti v rodině místního židovského továrníka Norberta Meissnera. Studoval na jihlavském gymnáziu, ale po absolvování kvinty studia opustil a začal pracovat ve smaltovně svého strýce.

### Druhá světová válka
Po německé okupaci v březnu 1939 se díky aplikaci norimberských zákonů začala situace židovských obyvatel Protektorátu Čechy a Morava zhoršovat a Meissnerovi začali plánovat odjezd syna Františka do Palestiny. František Meissner se přestěhoval k příbuzným do Prahy, kde nastoupil do přípravného kurzu. Dne 1. září 1939 vypukla druhá světová válka, což situaci zkomplikovalo. Měsíc poté byl zařazen do železničního transportu do Dánska zorganizovaném židovskými organizacemi, kde měly židovské děti v pěstounských rodinách zajištěných Mezinárodní ženskou ligou pro mír a svobodu získat zemědělskou praxi a následně pokračovat do Palestiny. Kromě práce na farmách začal František Meissner zemědělství v Dánsku i studovat. V dubnu 1940 bylo Dánsko obsazeno nacistickým Německem. V říjnu 1943 měl být zadržen gestapem, ale byl varován. V rybářské lodi uprchl do švédského Malmö, odkud pokračoval do Spojeného království, kde se přihlásil do služeb československé armády v zahraničí. Několik týdnů byl zařazen u pěchoty, poté se přihlásil k letectvu. Byl zařazen k 311. československé bombardovací peruti, kde působil jako mechanik. Na československé škole si souběžně doplnil maturitu.

### Po druhé světové válce
Po skončení druhé světové války František Meissner zjistil, že jeho rodiče a bratr s manželkou zahynuli v roce 1944 v koncentračním táboře Auschwitz a proto se rozhodl nevrátit se do Československa. Vrátil se do Dánska, kde v Kodani dostudoval zemědělskou univerzitu. V roce 1948 odjel do Spojených států amerických, kde se seznámil se svou budoucí manželkou Margit Moravetzovou, která rovněž pocházela z Československa a se kterou posléze žil ve městě Bethesda v Marylandu. Manželům se narodil syn Poul a dcera Anne. Několikrát navštívil své rodiště a Jihlavu. Zemřel na rakovinu v roce 1990.